# Световое число
Светово́е число́, светово́е значе́ние (англ. Light Value, LV) — понятие в фотографии, однозначно описывающее интенсивность падающего или отражённого света, и позволяющее оценивать экспозицию снимаемой сцены. В отличие от экспозиционного числа, световое может рассматриваться как фотометрическая величина, а его шкала так же основана на логарифмической зависимости с основанием 2. Большинство внешних фотоэкспонометров, не связанных со съёмочной камерой, выдают результат измерения непосредственно в световых числах, которые при помощи дискового калькулятора могут быть переведены непосредственно в экспозиционные параметры.
Термин не является всеобщим стандартом и имеет несколько значений, которые часто путают друг с другом:
1. Произвольное показание экспонометра, которое при помощи дискового калькулятора переводится в конкретные экспозиционные параметры или экспозиционное число. Встречается, в частности, в советских экспонометрах серии «Ленинград». Большинство внешних экспонометров иностранного производства выдают результат непосредственно в виде светового числа LV[2];
2. Синоним интенсивности падающего света в американской аддитивной экспонометрической системе APEX;
3. Синоним значения яркости в системе APEX. Некоторые исследователи используют для описания величины такие единицы, как кандела на квадратный метр;
4. Синоним понятия «экспозиционное число» при светочувствительности ISO 100;
5. Англоязычное понятие англ. Light Value (буквально: «значение света») переводится на немецкий язык, как нем. Lichtwert. Это слово в 1954 году было использовано Фридрихом Декелем для описания понятия экспозиционного числа (англ. Exposure Value, EV), и поэтому термины LV и EV часто путают друг с другом.

В некоторых типах фотоаппаратуры второй половины 1950-х годов понятие светового числа использовалось в сочетании с аддитивной системой APEX. Так, головка выдержек и кольцо диафрагмы фотоаппарата Minolta SR-2 снабжались дополнительными шкалами, размеченными в логарифмических единицах Tv и Av для упрощения вычисления экспозиции на основе известного светового числа.